# Buitenzorg (Leiden)
Buitenzorg is een buitenplaats aan de Hoge Rijndijk 316-318 in de stad Leiden. 

## Geschiedenis
Volgens het RCE is de buitenplaats in 1652 gebouwd. In 1730 werd de hofstede, vermoedelijk door Mathias Franken, verbouwd tot een buitenplaats. In het midden van de 18e eeuw is het huis verbouwd en kreeg het zijn huidige met de koepelkamer. In de 19e eeuw werd er nog een koetshuis aan gebouwd. 
De buitenplaats kwam in de 20e eeuw in handen van de familie Zuurdeeg. Deze familie had bijna 130 jaar de  wollendekenfabriek aan de Oude Singel in handen. F.C. Zuurdeeg neemt architect H.J. Jesse aan de hand en laat allereerst een ontwerp maken  voor een volledige nieuwbouw. Omdat dit boven zijn budget gaat besluit hij het de gevels te laten renoveren en nieuwe vensters te plaatsen. Ook het interieur is datzelfde jaar ontworpen door deze architect.
Sinds 1968 staat de buitenplaats met tuin, inrijhek met hekpijlers en twee hoekpaviljoens ingeschreven als rijksmonument in het monumentenregister. 